# 尼姆博雷布德鲁克
尼姆博雷布德鲁克（Nimbhore Budruk），是印度马哈拉施特拉邦Jalgaon县的一个城镇。总人口8449（2001年）。

## 人口
该地2001年总人口8449人，其中男性4485人，女性3964人；0—6岁人口759人，其中男426人，女333人；识字率82.73%，其中男性为87.02%，女性为77.88%。